# Cornelis Schut III
Cornelis Schut III ou Cornelio Schut, né vers 1629 à Anvers, et mort en 1685 à Séville, est un peintre et dessinateur flamand actif en Espagne.  Il est l'un des principaux peintres flamands travaillant à cette époque à Séville et son style est très proche de celui de Murillo.

## Biographie
Il est né à Anvers où il est formé par son oncle, l'éminent peintre d'histoire anversois Cornelis Schut.  Il se rend à Séville avec son père qui est employé par Philippe IV, le roi d'Espagne comme ingénieur. Séville est à cette époque l'une des grandes villes de l'empire espagnol et détient apparemment le monopole du commerce avec les Indes. Schut arrive dans la ville en offrant quelque chose de très convoité par ses peintres: des idées et un support de création sous forme d'estampes de vieux maîtres.

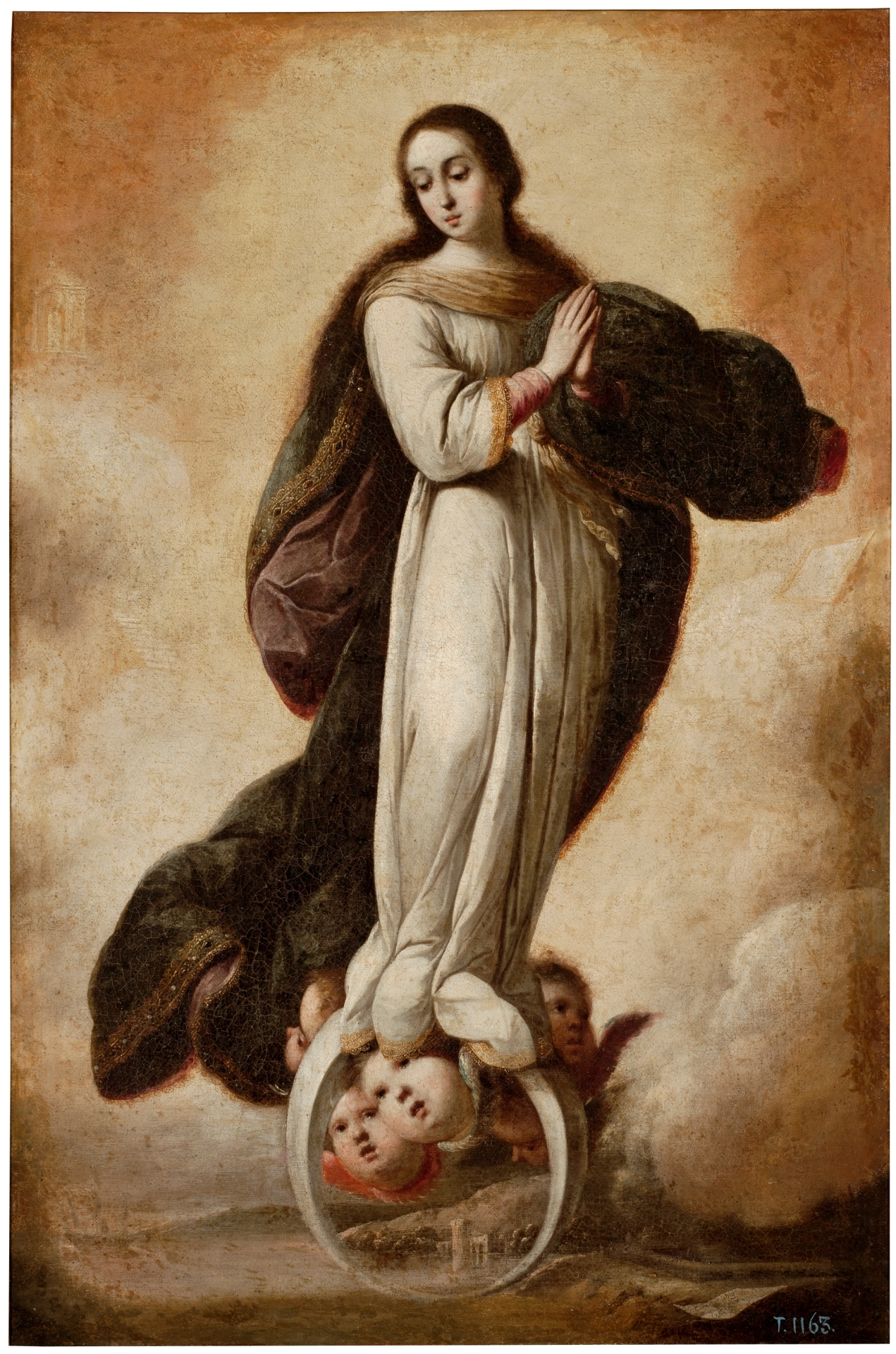
Immaculée Conception

Sa présence à Séville est attestée pour la première fois le 21 mai 1650, comme le prouve une inscription qu'il fait sur un dessin, en espagnol: "Cornelio Schut f. en Seva a 21 de Mayo de 1650". Il est proche du cercle du sculpteur flamand José de Arce. Il épouse la sœur de l'épouse de José de Arce en 1653. Le couple aura deux filles.  L'année suivante, il est admis à la guilde locale des peintres. 

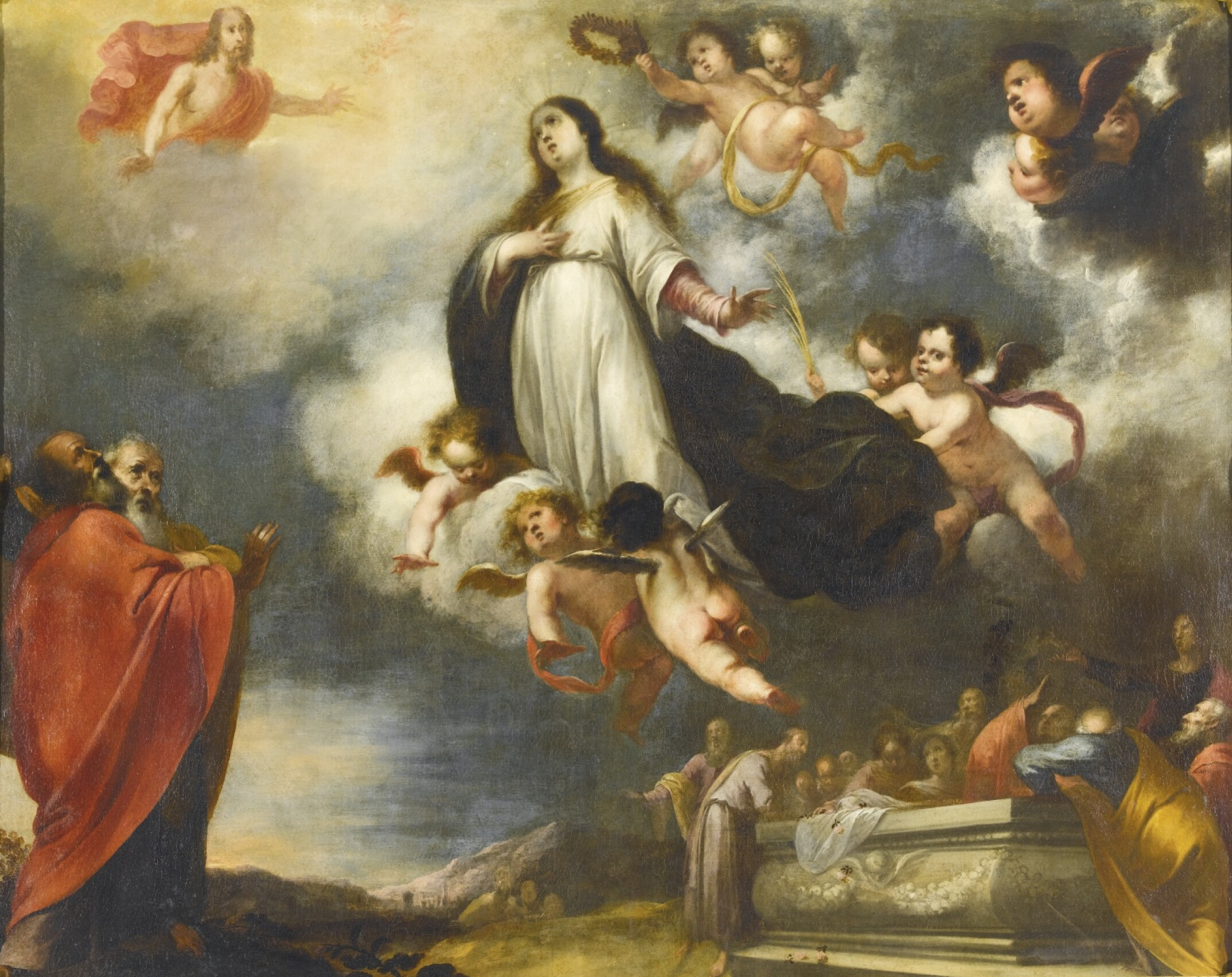
L'Assomption de la Vierge

Avec le soutien de son beau-frère de Arce, Schut est capable d'obtenir des commandes.  Don Nicolas Omazur, un marchand de soie flamand établi à Séville, devient un important mécène de Schut. Omazur achète (et peut-être commande) six importantes scènes religieuses de sa main. Omazur est également le plus important mécène privé de Murillo. En 1655, Schut engage son premier élève dans son atelier.  Il a d'autres élèves, dont beaucoup, comme Manual Gallardo, José Lopez Chico et Juan Antonop Lopes, se consacrent dans leur carrière professionnelle à la polychromie des retables.  L'atelier de Schut réalise des commandes pour polychromer les sculptures réalisées par son beau-frère de Arce.
Schut est en 1660 l'un des fondateurs de l'Académie des Beaux-Arts de Séville et y prend la position de professeur de dessin.  Il est élu président de l'Académie en 1672. Murillo et Francisco Herrera el Mozo en sont les co-présidents. Il est réélu quatre ans plus tard.  Il est l'un des plus généreux contributeurs de l'Académie, payant souvent de sa poche le salaire des modèles d'art et offrant des prix aux élèves.
Il entretient des relations étroites avec la communauté artistique de Séville ainsi qu'avec les marchands flamands et hollandais de la ville.  Il meurt à Séville en 1685.  Malgré sa carrière réussie, il meurt comme un indigent car le traitement de la maladie douloureuse qui a conduit à sa mort est très coûteux.

## Œuvre

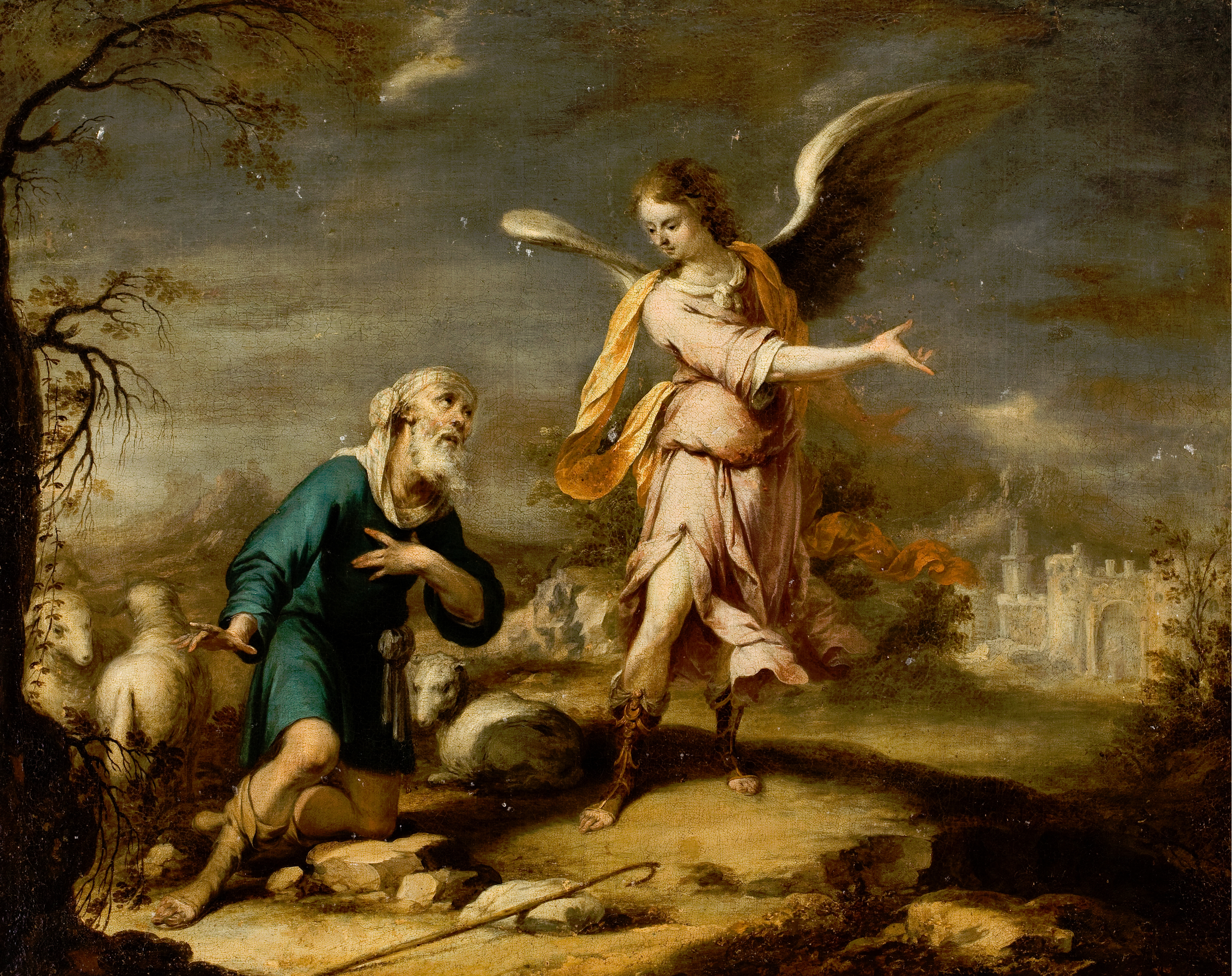
Berger et archange dans un paysage

La majorité de son œuvre se trouve à Séville.  Ses relations avec les réseaux de marchands flamands, génois et basques qui reliaient la ville à Cadix et à d'autres enclaves de la péninsule font que certaines de ses œuvres se retrouvent dans différentes villes, étant donné le prestige que son atelier a atteint. Un exemple est la série de dix tableaux représentant la vie du Christ et de la Vierge qu'il a peinte pour la basilique de l'Immaculée Conception à Elorrio (Biscaye), dont l'Annonciation et la Nativité sont conservées dans la basilique.
Il a travaillé dans de nombreux genres, notamment la peinture d'histoire, le portrait et la nature morte.  La plupart de ses œuvres datées ont été réalisées dans les années 1660.  Il ne renie pas ses racines flamandes mais, sous l'influence de l'œuvre de Murillo, il développe un style " murilliste modéré ". La confluence des courants artistiques flamands et locaux est une caractéristique majeure de la peinture du XVIIe siècle à Séville. Plusieurs de ses dessins ont été conservés et ils se distinguent par une fluidité et une vivacité du trait proche de celle de Murillo à qui ils ont souvent été attribués.
Ses principales commandes proviennent du chapitre de la cathédrale de Séville.  En outre, il a réalisé de nombreuses commandes pour des particuliers et des marchands, ce qui explique la variété des genres dans lesquels il a travaillé et la dispersion de son œuvre en Espagne.  Il réalise de nombreuses versions de lImmaculée Conception, thème dans lequel il montre de fortes similitudes avec le traitement iconographique de Murillo sur ce sujet.